# Soltaniyeh
Soltaniyeh ou Sultaniya (en persan : سلطانيه / Soltâniye) est une ville du nord-ouest de l'Iran, située entre Tabriz et Téhéran, fondée à la fin du XIIIe siècle par l'ilkhan de Perse Arghoun, puis érigée en capitale en 1304 par son fils Oldjaïtou, qui y fait construire un mausolée notable. 

## Historique
À l'origine, le mausolée est construit pour recevoir les corps de l'imam Husayn, enterré à Karbala, et d'Ali, enterré à Nadjaf. Oldjaïtou veut ainsi prouver sa puissance à la suite de sa conversion à l'Islam. Cependant, devant les oppositions qu'il rencontre de la part des oulémas, il renonce à ce projet et fait du monument son propre mausolée.
La ville n'est plus considérée comme capitale après le règne d'Oldjaïtou et perd de son importance.
Oulough Beg, le prince-astronome de Samarcande, petit-fils de Tamerlan, naît à Sultaniya en 1394.
Le marchand russe Fédot Afanassiévitch Kotov, décrit la ville et son monument en 1624, dans son Itinéraire de Moscou au royaume de Perse.

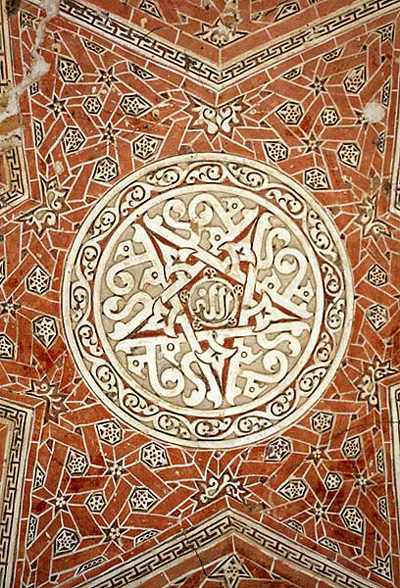
Vue intérieure du dôme

## La ville actuelle
Sultaniya est une capitale de district de la province de Zanjan.
Au recensement de 2006, sa population s'élevait à 5 700 habitants.

## Le mausolée d'Oldjaïtou
La principale des ruines de Sultaniya est le mausolée de l'Il-Khan Oldjaïtou, connu sous le nom de Dôme de Soltaniyeh. La structure, érigée entre 1302 et 1312, possède un des plus vieux dômes à double coque du monde. Son importance dans le monde musulman pourrait être comparée à celle de la coupole de Brunelleschi, à Florence, dans l'architecture chrétienne. Le dôme de Soltaniyeh a ouvert la voie à des constructions en coupole plus audacieuse, comme le mausolée de Khoja Ahmed Yasavi et le Taj Mahal. La plus grande partie de la décoration extérieure a été perdue, mais l'intérieur conserve ses superbes mosaïques, faïences et peintures murales.
Le dôme, d'un poids estimé à 200 t s'élève à 49 m de sa base et est actuellement en train de subir une restauration visant à le préserver.
En 2005, l'UNESCO a reconnu Soltaniyeh comme un des sites appartenant au Patrimoine mondial.

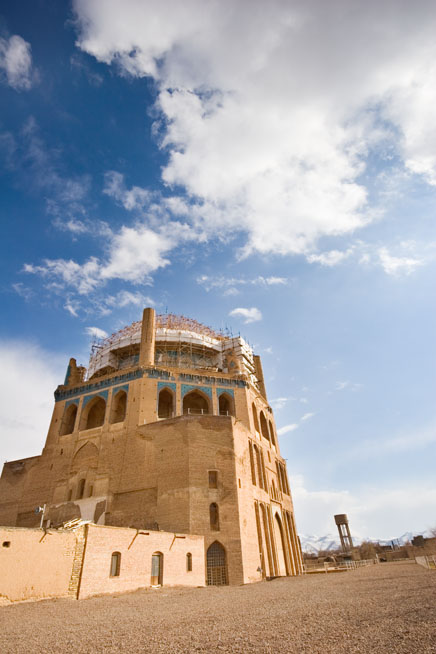
Le dôme de Soltaniyeh et ses 6 minarets en cours de restauration par l'ICHO
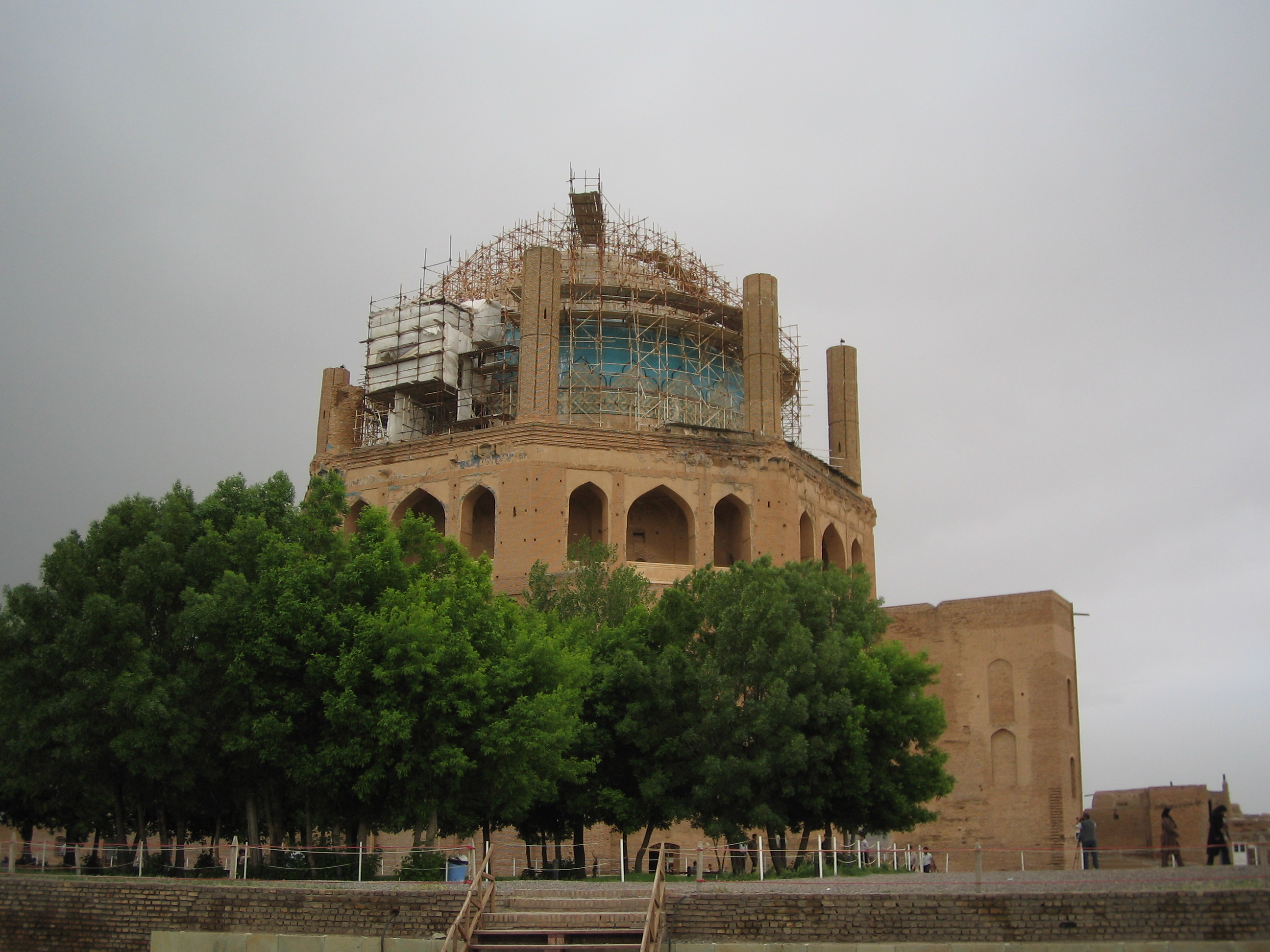
Vue de l'extérieur du dôme
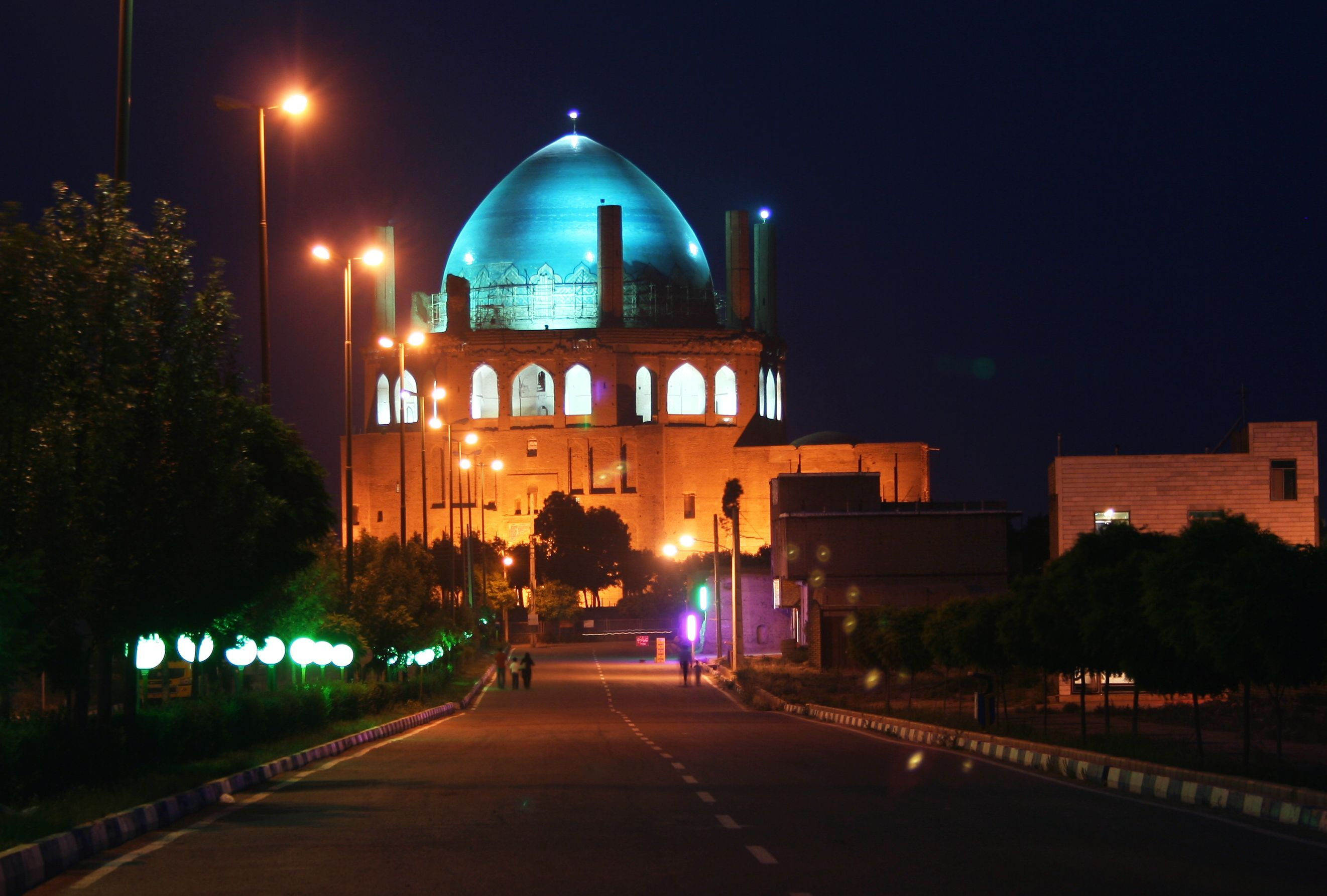